# Színváltó nedűgomba
A színváltó  nedűgomba (Hygrocybe nigrescens) a csigagombafélék családjába tartozó kalaposgomba.

## Megjelenése
Hegyvidéki gombafaj, réteken, erdőszéleken, savanyú talajú gyepes területeken jön elő, rendszerint csoportosan. Júniustól októberig terem, de fő termőideje az őszi évszak.
Kalapja 3–5 cm széles, fiatalon kúpos, majd kúposan kiterülő, hasadozó, aláhajló, felszíne sugarasan szálas. Színe rendszerint sötét sárga, de lehet vöröses vagy feketésvörös is. Lemezei sűrűn állók, szélesek, színük a fehéres-sárgától a sötétsárgáig és a zöldesszürkéig változhat, nyomásra, sérülésre megfeketednek (innen származik a gombafaj magyar neve). Húsa nagyon vizenyős, puha, színe a kalap színével megegyezik, elvágva lassan feketedik.
Tönkje 4–7 cm hosszú, 0,5–1 cm széles, hengeres és karcsú, hosszirányban barázdált. Színe rendszerint megegyezik a kalap színével.

## Összetéveszthetősége
Leginkább közeli rokonával, a feketedő nedűgombával lehet összetéveszteni. A két faj közötti hasonlóság olyan nagy, hogy sok mikológus egy fajnak tarja őket. Ehető gombafajjal nem téveszthető össze.
Enyhén mérgező gomba, hányást, hasmenést okozhat.